# 孫秉衡
孫秉衡（?—?），山西省大同府渾源州人，清朝政治人物、同進士出身。
光緒二十一年（1895年），参加光緒乙未科殿試，登進士三甲154名。同年五月，授内阁中书。